# Встречно-штыревой преобразователь

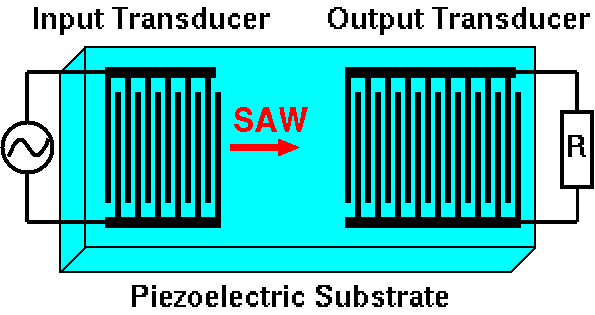
Входной и выходной преобразователи в устройстве на ПАВ

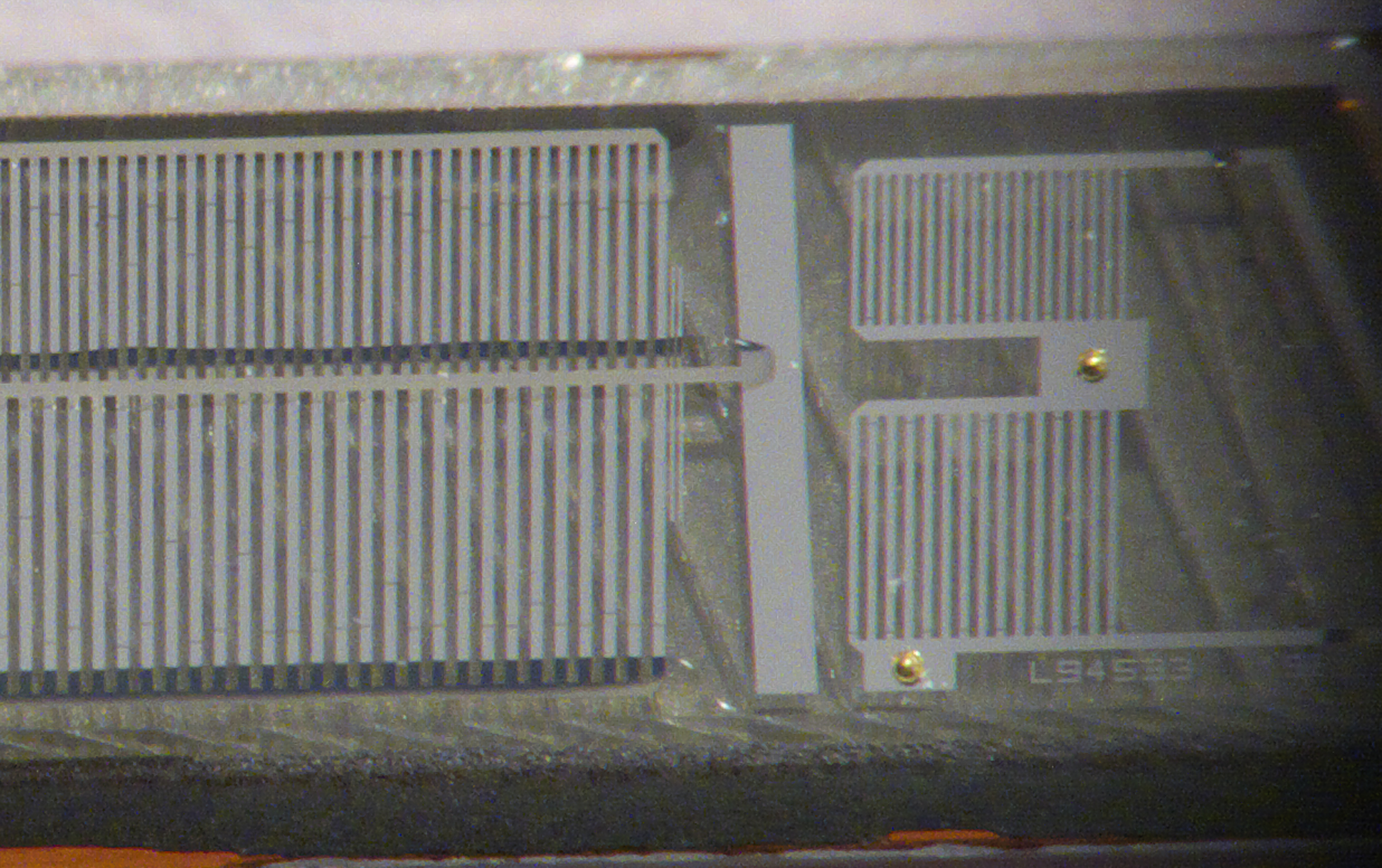
Преобразователи в реальном устройстве на ПАВ

Встречно-штыревой преобразователь, ВШП, также встречно-гребёнчатый преобразователь — устройство, состоящее из двух взаимосвязанных, имеющих форму гребёнки, металлических покрытий (наподобие застёжки-молнии), которые применяются на пьезоэлектрической подложке из кварца, ниобата и танталата лития, а также ряда других ориентированных монокристаллов. 
Используется для преобразования электромагнитных волн в поверхностные акустические волны (ПАВ). Устройства на поверхностных акустических волнах применяются, главным образом, в радиоэлектронике.
Наиболее распространёнными устройствами на поверхностных акустических волнах являются резонаторы и фильтры. В зависимости от геометрического нанесения (ВШП), выходные показатели устройств будут отличаться. 
Если ВШП имеет период p, то центральная частота равна
{\displaystyle \omega _{c}={\frac {2\pi v_{0}}{p}},}
где v0 — скорость волны под ВШП.